# 2 + 2 = 5 (singolo)
2 + 2 = 5 è un singolo discografico dei Radiohead, estratto dall'album Hail to the Thief. Il titolo fa riferimento all'espressione "2 + 2 = 5", utilizzata da George Orwell nel suo romanzo 1984.

## Versi
Il titolo della canzone richiama il concetto di irrealtà del romanzo 1984 di George Orwell. Nel libro i cittadini di uno stato autoritario sono spinti ad utilizzare il bispensiero, sostituendo la propria coscienza e le proprie convinzioni con dettami imposti dall'alto. La psicopolizia, nel romanzo, obbliga i cittadini dotati di un proprio pensiero ad ammettere che due più due fa cinque. Nel videoclip vi è un richiamo anche ad un altro romanzo di Orwell, La fattoria degli animali, nel quale, figuratamente, i maiali sfruttano il lavoro degli altri animali per propri egoismi e appetiti.
Nell'album Hail to the Thief sono presenti sottotitoli, o titoli alternativi, per ogni traccia. Il titolo alternativo di 2 + 2 = 5 è The Lukewarm. (letteralmente "Il tiepido.'"): si tratta di un riferimento di Thom Yorke agli ignavi della Divina Commedia di Dante Alighieri; in proposito il cantante dei Radiohead ha dichiarato: «Loro [gli ignavi] non hanno fatto nulla di sbagliato, semplicemente non hanno fatto niente di niente. E così lui [Dante] li giudica e li mette lì, e questo penso sia in effetti un ottimo modo di spiegare il concetto di 2 + 2 = 5».

## Struttura musicale
All'inizio del brano si sente il chitarrista Jonny Greenwood collegare la propria chitarra e dire «We're on» ("Siamo collegati"), e Thom Yorke rispondere «That's a nice way to start, Jonny...» ("Questo è un bel modo di iniziare, Jonny...").
Il brano è composto da quattro sezioni. La prima parte è composta con un metro di 7/8, con un arpeggio di chitarra scritto da Jonny Greenwood, insieme ad una drum machine ed Ed O'Brien che percuote il pick-up della chitarra all'unisono, che accompagnano il cantato in falsetto di Thom Yorke e lo stesso O'Brien.
La seconda parte, sempre opera di Greenwood, è in 4/4, con il cantato di Yorke e O'Brien accompagnato dal fingerpick di Greenwood e dal power chord di O'Brien alle chitarre.
La terza parte, in 4/4, vede una violenta accelerazione del tempo del brano, con l'entrata della batteria di Phil Selway, del basso di Colin Greenwood e della chitarra di Thom Yorke, mantenendo in parte gli accordi della seconda parte.
La quarta parte, anch'essa in 4/4, si basa su un riff di chitarra suonato da Greenwood, Yorke ed O'Brien, e contiene alcuni inserti di sintetizzatore ed un breve assolo di Jonny Greenwood. Il brano si conclude improvvisamente al termine del verso "Go and tell the king/That the sky is falling in/When it's not/Maybe not".

## Tracce
CD 1
1. 2 + 2 = 5 - 3:21
2. Remyxomatosis (Christian Vogel RMX) - 5:07
3. There There - 7:43

CD 2
Ora qui:
1. 2 + 2 = 5 - 3:21
2. Skttrbrain" (Four Tet remix) - 4:26
3. I Will (Los Angeles version) - 2:14

## Formazione

### 2 + 2 = 5
- Thom Yorke - voce, chitarra ritmica, voce parlata
- Jonny Greenwood - chitarra solista, onde martenot, sintetizzatori, voce parlata
- Ed O'Brien - chitarra ritmica, voce
- Philip Selway - batteria, drum machine
- Colin Greenwood - basso

### There There
- Thom Yorke - voce, chitarra
- Jonny Greenwood - tamburi, chitarra solista (seconda sezione)
- Ed O'Brien - tamburi, voce
- Philip Selway - batteria, voce
- Colin Greenwood - basso

## Classifiche
| Classifica (2003) | Posizione massima |
| ----------------- | ----------------- |
| Australia         | 54                |
| Canada            | 2                 |
| Francia           | 64                |
| Italia            | 12                |
| Paesi Bassi       | 99                |
| Regno Unito       | 15                |